# Красноклювые ткачи
Красноклю́вые ткачи́ (лат. Quelea) — род воробьиных птиц из семейства ткачиковых (Ploceidae). В него включают 3 вида, обитающих в Африке. Вид красноклювый ткач образует огромные стаи, которые, наряду со стаями вымершего странствующего голубя, являются одними из крупнейших известных стай птиц.

## Классификация
В род включают 3 вида:
- Quelea cardinalis (Hartlaub, 1880) — Кардинальский красноклювый ткач
- Quelea erythrops (Hartlaub, 1848) — Красноголовый красноклювый ткач
- Quelea quelea (Linnaeus, 1758) — Красноклювый ткач

## Описание
Красноклювые ткачи достигают размера в 11-12 см. Присутствует половой диморфизм между самцами и самками в оперении, в то время как разница в окраске оперения между негнездящимися самцами и самками незначительна. Голова самца красноголового красноклювого ткача и кардинальского красноклювого ткача темно-красная. Горло темно-красное у кардинальского красноклювого ткача и с черными полосами у красноголового красноклювого ткача. В период размножения клюв меняет цвет с темно-коричневого на черный. У негнездящихся самца и самки кардинальского красноголового ткача и красноголового красноклювого откача лоб, темя и шея светло-коричневые с темными центральными полосами. По лицу проходит широкая желтая полоса. Гнездящийся самец красноклювого ткача характеризуется черной, розовой или кремовой маской на лице.

## Среда обитания
Красноклювые ткачи населяют различные типы мест, в том числе высокие луга, часто прилегающие к водоемам, сельскохозяйственные угодья, включая рисовые поля, а также лесные луга, обычно в засушливых районах, засушливые саванны, кустарниковые луга и возделываемые территории.

## Распространение
Кардинальский красноклювый ткач обитает в Южном Судане, Демократической Республике Конго, Уганде, Кении, Танзании и далее на юг до восточной Замбии. Красноголовый красноклювый ткач обитает в Сенегале, Гамбии, Гвинее-Бисау, Гвинее, Сан-Томе, Мали (пойма Нигера), Сьерра-Леоне, Либерии, Кот-д'Ивуаре, Буркина-Фасо, Гане, Нигере, Нигерии, Камеруне, Экваториальной Гвинее, Габоне, Народной Республике Конго, во внутренних районах вдоль рек Конго и Убанги, в Центральноафриканской Республике, Демократической Республике Конго, Южном Судане, Эфиопии, Уганде, Кении, Танзании, Руанде, Бурунди, Малави, Анголе, Замбии, Мозамбике и в прибрежных районах восточной части Южной Африки. Этот вид иногда встречается на северо-востоке Намибии, в районе Каприви в Ботсване и в Зимбабве на Замбези. Красноклювый ткач распространён в Мавритании, Сенегале, Гамбии, Мали, Буркина-Фасо, Нигере, Нигерии, Камеруне, Чаде, Центральноафриканской Республике, Судане, Эфиопии, Эритрее, Демократической Республике Конго, Уганде, Кении, Танзании, Сомали, Габоне, Народной Республике Конго, Анголе, Конго, Замбии, Малави, Мозамбике и в центральной, южной и восточной части Южной Африки. Завезен на Мадагаскар.

## Популяция и охранный статус
Все виды рода красноклювые ткачи считаются вызывающими наименьшее беспокойство. Популяция красноклювого ткача считается оценивается более чем в 1,5 миллиарда особей, он считается самой распространённой птицей в мире. Некоторые авторы даже предполагают от 3 до 10 миллиардов особей.

## Влияние на сельское хозяйство
Красноклювый ткач является основным вредителем мелкозерновых культур в большинстве стран Африки к югу от Сахары, но уже зёрна кукурузы для него слишком велики. Красноголовый красноклювый ткач может нанести значительный вред рису. У кардинальского красноклювого ткача не было зарегистрировано набегов на сельскохозяйственные посевы.